# Metropolitana su gomma

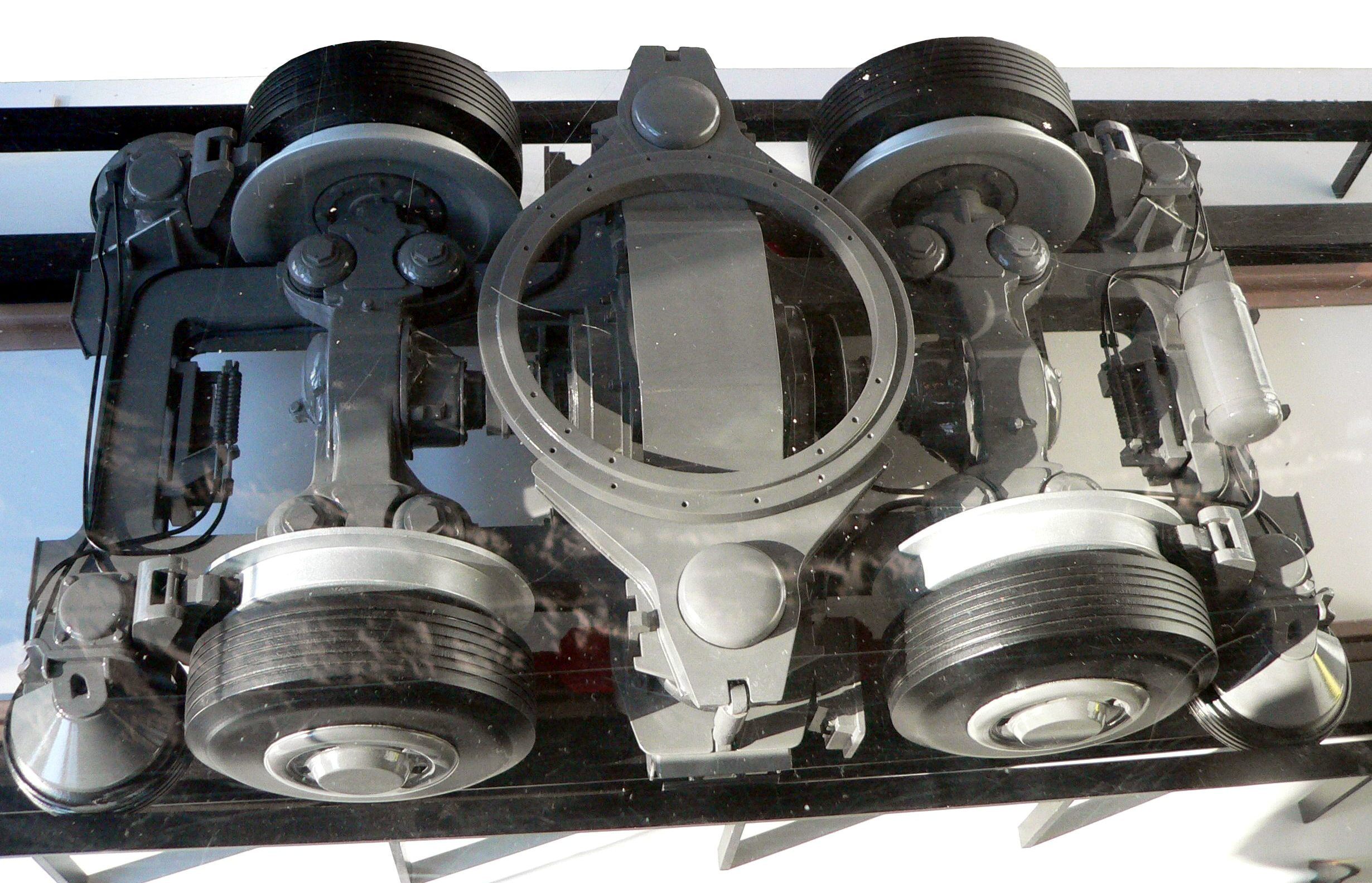
Carrello della metropolitana di Parigi con le ruote portanti e le ruotine guida laterali

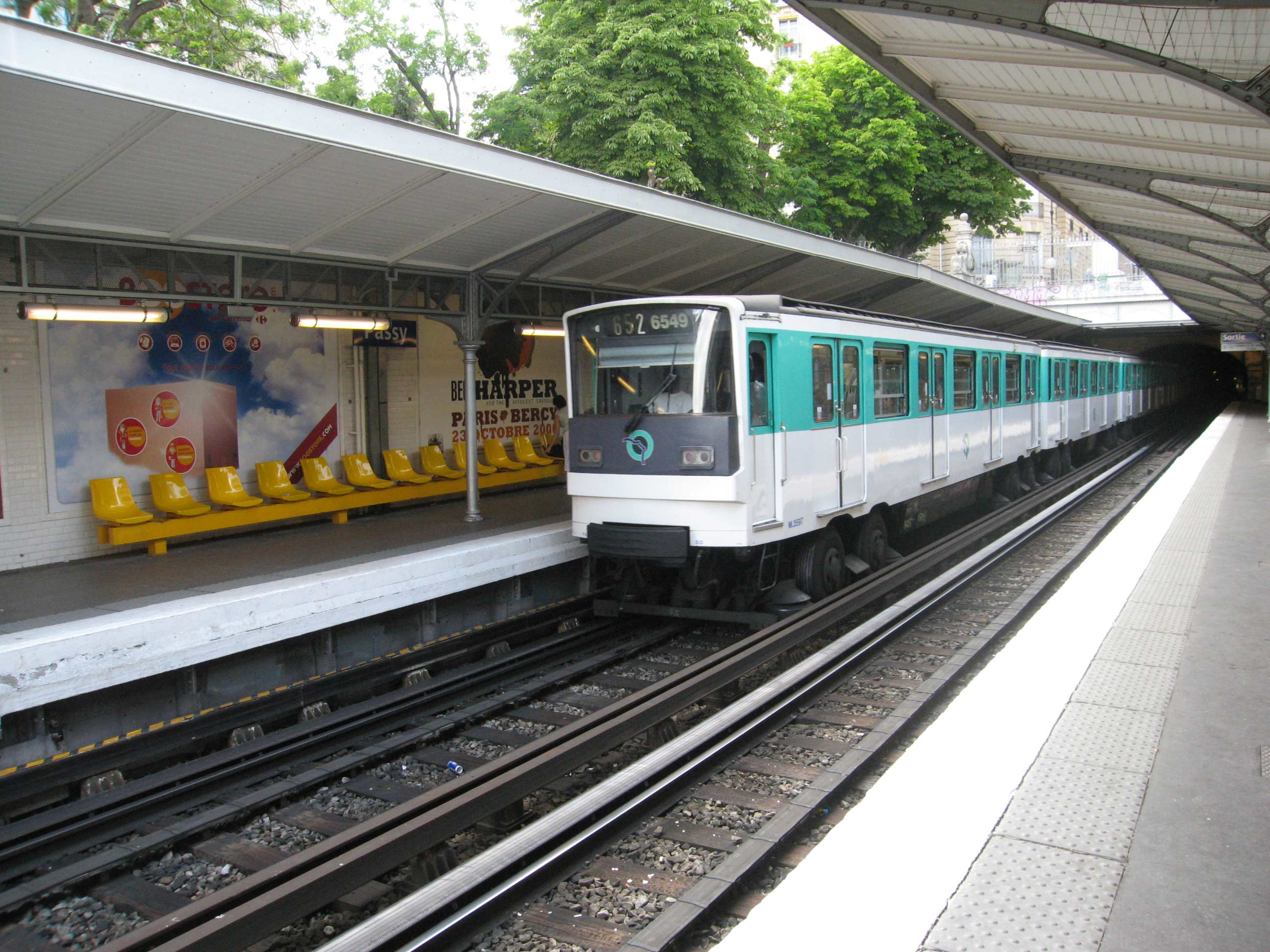
Metropolitana su pneumatici a Parigi

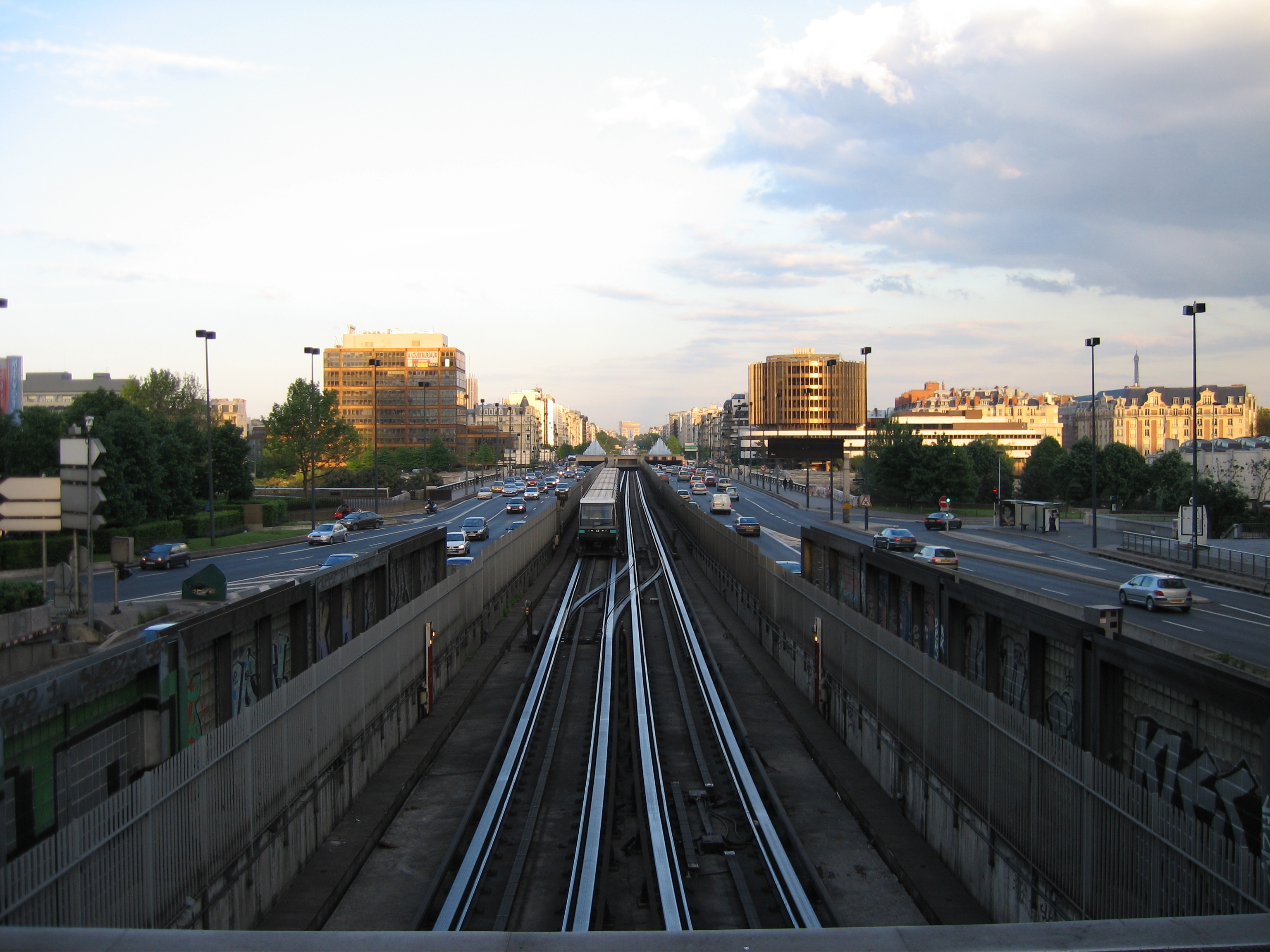
Tracciato per treni a pneumatici nella metropolitana di Parigi

La metropolitana su gomma è un sistema di trasporto ferroviario metropolitano che utilizza veicoli dotati di pneumatici.

## Storia
La tecnologia della metropolitana su gomma fu applicata nella metropolitana di Parigi, sviluppata dalla Michelin, che fornì i sistemi di guida in collaborazione con la Renault, fornitrice dei veicoli. La sperimentazione iniziò nel 1951, quando un veicolo sperimentale fu provato sul tracciato da Porte des Lilas e Pré Saint Gervais, una sezione della linea non aperta al pubblico. La linea 11 Châtelet-Mairie des Lilas fu la prima ad essere convertita nel 1956; seguì la linea 1 Château de Vincennes-La Défense nel 1964, e la linea 4 Porte d'Orléans-Porte de Clignancourt nel 1967: queste furono le linee convertite perché erano le più frequentate dall'utenza. Infine, la linea 6 Etoile-Nation fu convertita nel 1974 per diminuire il rumore del suo tracciato sopraelevato. A causa degli alti costi di conversione delle linee esistenti, queste operazioni non vennero più svolte né a Parigi né altrove: oggi il sistema della metropolitana a gomma è applicato solo a linee di nuova costruzione, inclusa la nuova Linea 14 della Metropolitana di Parigi.
Durante la seconda guerra mondiale, con l'occupazione tedesca di Parigi, la metropolitana fu utilizzata senza però effettuarvi ammodernamenti: alla fine della guerra, il sistema era così degradato che dovette essere totalmente rinnovato. Allo stesso tempo, Charles de Gaulle cercò di enfatizzare la differenza della cultura francese, rispetto a quella degli altri stati: l'impeto di ammodernamento con spirito di "diversità" avvenne per merito politico, e non tecnologico.
Il sistema della metropolitana su gomma non è stato tuttavia applicato molto nelle altre città straniere, eccetto per alcune sottoelencate, dato che ha alcune carenze.
La prima metropolitana totalmente su gomma fu costruita a Montréal, in Canada, mentre alcuni recenti sistemi di metro su gomma utilizzano treni automatici senza guidatore. Il primo di questi, sviluppato dalla Matra fu applicato nel 1983 a Lilla e altri ne sono stati costruiti a Tolosa e Rennes. Il primo sistema su gomma totalmente automatico aprì a Kōbe, in Giappone nel febbraio 1981: la linea collega Sanomiya con Port island.
La maggior parte delle monorotaie utilizza il sistema con pneumatici di gomma.

## Tecnologia
Gli pneumatici di cui sono dotati i treni in servizio su questo tipo di metropolitane sono realizzati in gomma e corrono su rotaie di calcestruzzo (come nella metropolitana di Montréal, o di acciaio come nella metropolitana di Lilla, di Tolosa, di Torino e di Santiago), acciaio strutturale (come nella metropolitana di Parigi e di Città del Messico) o acciaio come a Sapporo. Tali ruote sono quelle portanti dei comuni veicoli stradali. I veicoli delle metropolitane su gomma sono dotati di altre ruote, più piccole, che costituiscono una guida al percorso del mezzo come una classica metropolitana che scorre sulle rotaie ferroviarie. Come nelle ferrovie, il macchinista non deve manovrare il percorso delle ruote, che scorrono guidate.
I treni con pneumatici sono perlopiù progettati e costruiti appositamente per il sistema su cui operano, dato che lo scartamento delle ruote, il sistema di guida di percorso, di alimentazione del mezzo, ed il sistema di accesso dei passeggeri al mezzo, non sono unificati. I sistemi realizzati hanno soluzioni tecniche molto diverse.
Su questi sistemi, come a Parigi, Montréal e Città del Messico, c'è un percorso a binari e i veicoli hanno anche ruote adatte per i binari, più alte delle normali flange (poste ad altezza maggiore rispetto alle rotaie), ma queste ruote sono di solito utilizzate in caso di rottura degli pneumatici.
Il veicolo è elettrico e la tensione gli è fornita da una o da entrambe le rotaie che lo guidano, che servono pertanto anche come terza rotaia. La corrente di ritorno passa attraverso la ganascia del freno e ritorna in una o in entrambe le rotaie, a seconda dei tipo del sistema.
Tra i vantaggi della metropolitana su gomma figurano un minor rumore, maggiore accelerazione, più stabilità del convoglio, minori spazi per la frenata e la capacità di salire o scendere da tracciati più inclinati di quanto sarebbe possibile con normali ruote in ferro. Tale ultima caratteristica è in effetti utilizzata nella metropolitana di Montréal (linea 4) per passare sotto il fiume San Lorenzo effettuando un percorso in interrato relativamente breve.
Ci sono comunque diversi svantaggi, infatti le ruote di gomma hanno un rotolamento sul suolo peggiore di quello con ruote in acciaio su rotaia, il che porta a una perdita di energia sotto forma di calore (attrito di rotolamento) e quindi un consumo più elevato di energia. Inoltre i veicoli perdono rapidamente la capacità di trazione quando sono sottoposti a condizioni climatiche avverse (specialmente neve e ghiaccio, e questo è il motivo per cui molte reti sono costruite interamente sottoterra). Un altro svantaggio è che il calore prodotto dall’attrito degli pneumatici oltre che essere una perdita deve essere smaltito, ed in caso di impianti interrati occorrono dotazioni accessorie di ventilazione dei tunnel. 
Anche il costo diretto è un elemento proibitivo: gli pneumatici di gomma si consumano molto più velocemente dell'acciaio, e quindi necessitano di maggiore manutenzione e sostituzione; anche se una coppia di ruote d'acciaio è più costosa di un paio di gomme, la frequenza delle sostituzioni rende la soluzione su gomma, nel tempo, parecchio più costosa.
La tecnologia VAL, utilizzata in diverse città, come a Lilla e Torino, è una metropolitana leggera su pneumatici.
Esistono anche veicoli stradali dotati di pneumatici che circolano su percorsi composti da binari che guidano il mezzo; tali mezzi, classificati come tram su gomma o autobus guidati, sono talvolta associati impropriamente alla metropolitana su gomma.

## Città servite da linee di metropolitana su gomma
Canada:

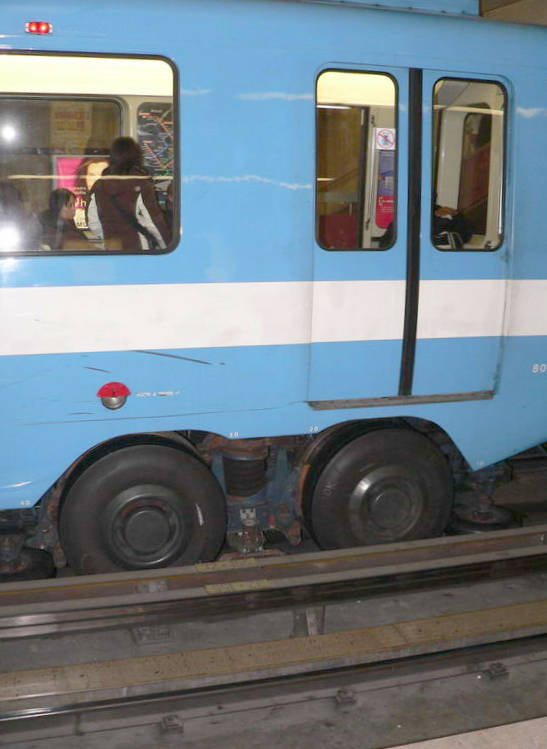
MR-63 della metropolitana di Montréal

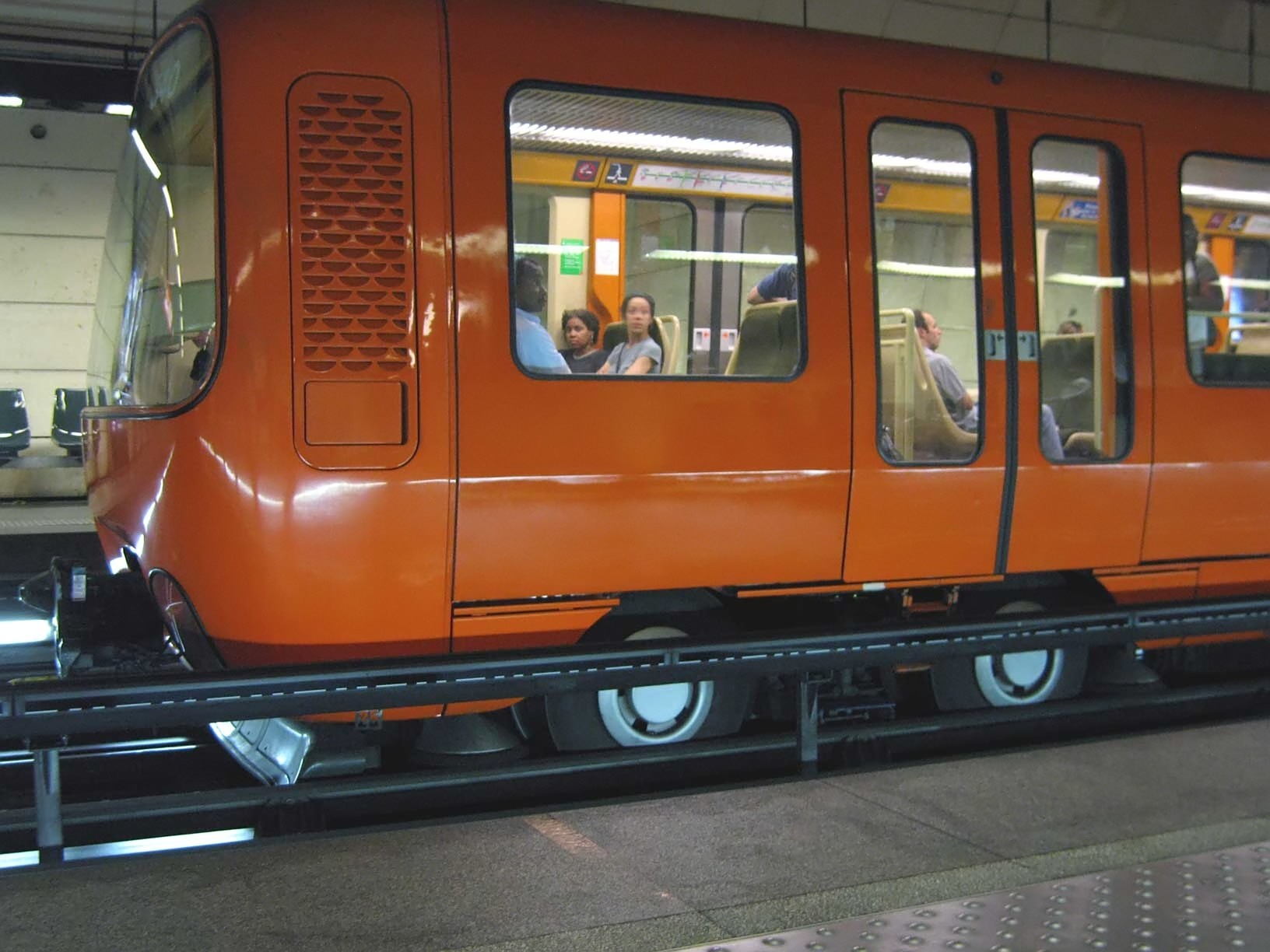
MPL 85 della metropolitana di Lione

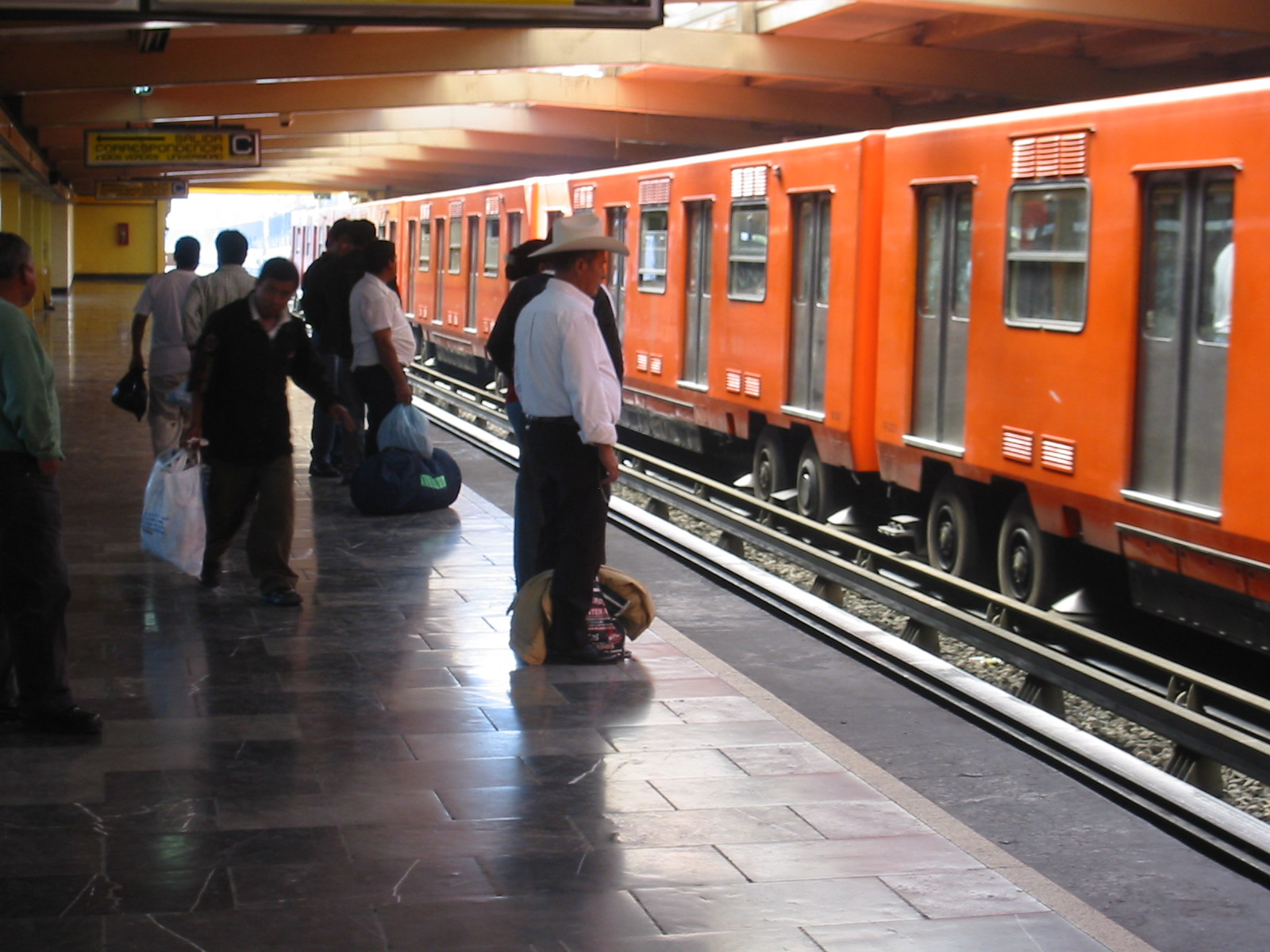
Metropolitana messicana

- Montréal - Metropolitana di Montréal (pneumatici Michelin)

Cile:
- Santiago - Metropolitana di Santiago del Cile
  - Linee 1, 2 e 5 (Michelin)

Francia:
- Laon - Poma 2000
- Lilla - Metropolitana di Lilla (VAL)
- Lione - Metropolitana di Lione
  - Linee A, B e D (Michelin)
- Marsiglia - Metropolitana di Marsiglia (Michelin)
- Parigi - Metropolitana di Parigi
  - Linee 1, 4, 6, 11 e 14 (Michelin)
  - Orlyval (VAL)
  - Aeroporto Charles de Gaulle: CDGVAL
- Rennes - Metropolitana di Rennes (VAL)
- Tolosa - Metropolitana di Tolosa (VAL)

Italia:
- Torino - Metropolitana di Torino (VAL)

Giappone:
- Kōbe
- Hiroshima
- Sapporo
- Tokyo

Hong Kong:
- Aeroporto Chek Lap Kok (People mover interno)

Messico:
- Città del Messico - Metropolitana di Città del Messico (Michelin)

Taiwan:
- Metropolitana di Taipei
  - Linea Muzha (VAL 256*)
  - Linea Neihu

USA:
- Chicago
  - Aeroporto O'Hare

Svizzera:
- Losanna
  - Linea M2